# Kumelsk

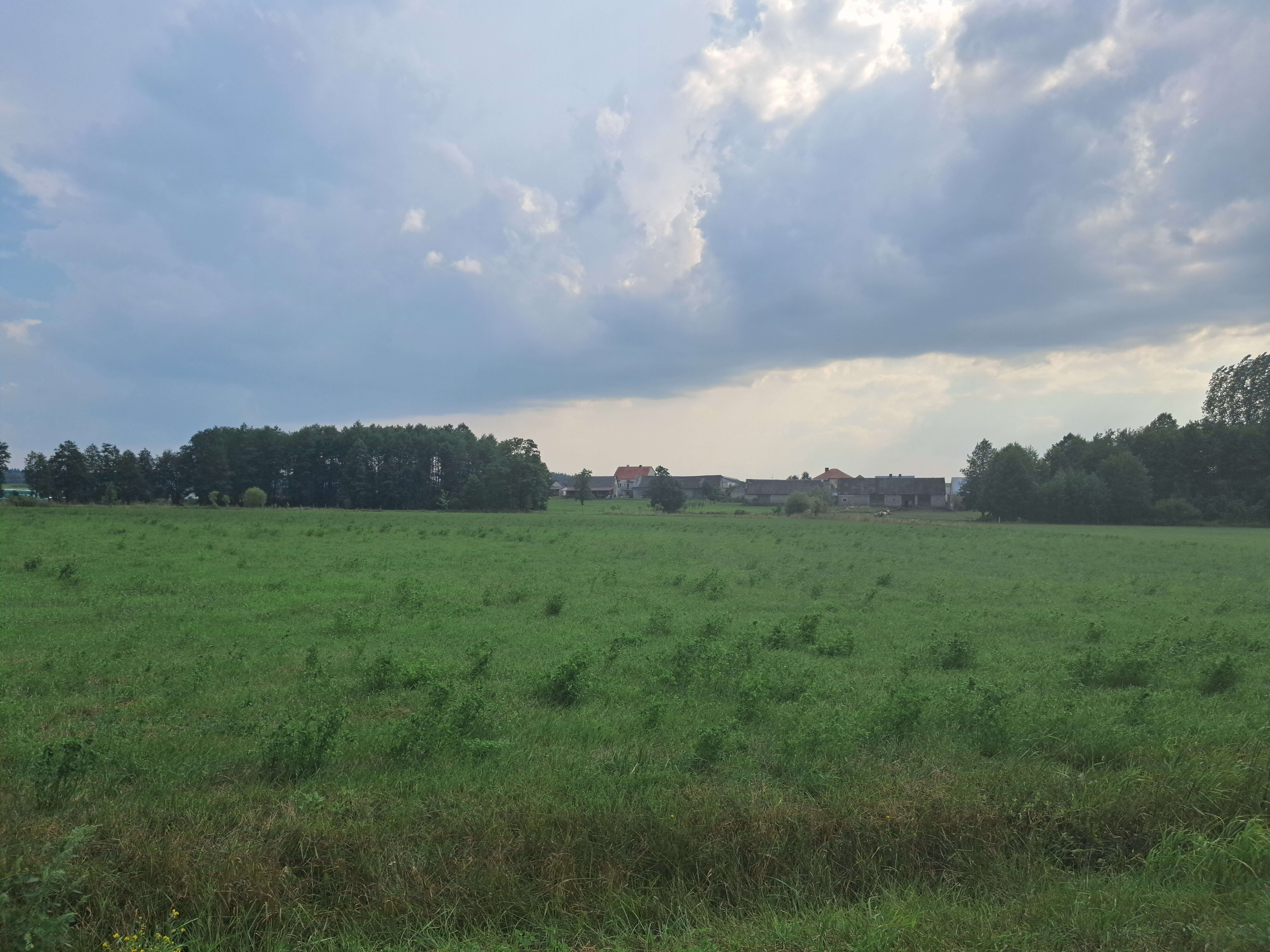
Widok na Kumelsk

Kumelsk – wieś w Polsce położona w województwie podlaskim, w powiecie kolneńskim, w gminie Kolno.
W latach 1954–1959 wieś należała i była siedzibą władz gromady Kumelsk, po jej zniesieniu w gromadzie Lachowo. W latach 1975−1998 miejscowość administracyjnie należała do województwa łomżyńskiego.
Wierni kościoła rzymskokatolickiego należą do parafii Zwiastowania Najświętszej Maryi Panny w Lachowie.

## Historia
Początkowo była to wieś należąca do książąt mazowieckich, jednak w 1422 roku książę Janusz I nadał ją Jakubowi z Modzel koło Ciechanowa, protoplaście Kumelskich herbu Modzele, którzy byli właścicielami części Kumelska jeszcze w końcu XVII wieku. Wieś szlachecka Kumelsko położona była w drugiej połowie XVI wieku w powiecie kolneńskim ziemi łomżyńskiej. W 1476 roku właścicielem Kumelska został Doliwa, łowczy łomżyński. W 1729 roku wieś została podzielona pomiędzy Stanisława Doliwę i Karola Ramotowskiego. Około 1784 roku Kumelsk zamieszkali Doliwowie i Kumelscy.
W 1865 roku właścicielem folwarku został Szczepan Doliwa, a po nim Józef Doliwa. Na krótko Kumelsk przeszedł w ręce Filipkowskiego. Od 1888 roku właścicielem dworu i majątku Kumelsk został Bogdan Stawłarski (zm. 1906). W 1908 roku od córek Stawłarskiego kupił majątek Kazimierz Choynowski i jego rodzina była właścicielem miejscowych dóbr prawdopodobnie do 1945 roku.
W okresie międzywojennym Kumelsk był siedzibą komisariatu Straży Celnej „Kumelsk”.
Od południa 1 września 1939 roku Kumelsk Dwór był miejscem stacjonowania 4 szwadronu 10 Pułku Ułanów Litewskich skąd 2 września uderzył w kierunku Milewa w ówczesnych niemieckich Prusach Wschodnich.

## Zabytki
- Przy drodze ze wsi do Lachowa, na wprost bocznej drogi prowadzącej do nieistniejącego dworu stoi ceglano-kamienna kapliczka z połowy XIX wieku. W neogotyckim obramieniu znajduje się ceramiczna neorenesansowa płaskorzeźba Matki Boskiej z Dzieciątkiem z datą 1855.
- Miejsce po dworze właścicieli Kumelska